# Karlukovski karst
Karlukovski karst este o arie protejată (arie de protecție specială avifaunistică — SPA) din Bulgaria întinsă pe o suprafață de 14.210,79 ha, integral pe uscat.

## Localizare
Centrul sitului Karlukovski karst este situat la coordonatele 43°12′43″N 24°01′07″E / 43.2119°N 24.0186°E.

## Înființare
Situl Karlukovski karst a fost declarat arie de protecție specială avifaunistică în martie 2007 pentru a proteja 48 de specii de animale.

## Biodiversitate
Situată în ecoregiunea continentală, aria protejată nu include niciun habitat protejat.
La baza desemnării sitului se află mai multe specii protejate de  păsări (48): uliu cu picioare scurte (Accipiter brevipes), uliu păsărar (Accipiter nisus), fluierar de munte (Actitis hypoleucos), pescăruș albastru (Alcedo atthis), potârnichea de stâncă (Alectoris graeca graeca), rață mare (Anas platyrhynchos), fâsă-de-câmp (Anthus campestris), stârc galben (Ardeola ralloides), buha (Bubo bubo), pasărea ogorului (Burhinus oedicnemus), șorecarul comun (Buteo buteo), șorecar mare (Buteo rufinus), caprimulg (Caprimulgus europaeus),  prundaș gulerat mic (Charadrius dubius), barză albă (Ciconia ciconia), barză neagră (Ciconia nigra), șerpar (Circaetus gallicus), erete de stuf (Circus aeruginosus), dumbrăveancă (Coracias garrulus), cristeiul de câmp (Crex crex), ciocănitoarea de stejar (Dendrocopos medius), ciocănitoare de grădină (Dendrocopos syriacus), ciocănitoare neagră (Dryocopus martius), egretă albă (Egretta alba), egretă mică (Egretta garzetta), presură de grădină (Emberiza hortulana), șoim dunărean (Falco cherrug), șoim călător (Falco peregrinus), șoimul rândunelelor (Falco subbuteo), vânturel roșu (Falco tinnunculus), Ficedula semitorquata, lișiță (Fulica atra), găinușă de baltă (Gallinula chloropus), acvilă pitică (Hieraaetus pennatus), stârc pitic (Ixobrychus minutus), sfrâncioc roșiatic (Lanius collurio), sfrânciocul cu frunte neagră (Lanius minor), ciocârlie de pădure (Lullula arborea), prigoare (Merops apiaster), vultur egiptean (Neophron percnopterus), stârc de noapte (Nycticorax nycticorax), viespar (Pernis apivorus), cormoran mare (Phalacrocorax carbo), cormoran mic (Phalacrocorax pygmeus), ciocănitoare verzuie (Picus canus), silvie porumbacă (Sylvia nisoria), călifar roșu (Tadorna ferruginea), fluierarul de zăvoi (Tringa ochropus)
Pe lângă speciile protejate, pe teritoriul sitului au mai fost identificate 26 de specii de păsări.